# Jean-René Germanier
Jean-René Germanier (Sion, 18 dicembre 1958) è un politico svizzero, eletto presidente per il 2011 al Consiglio Nazionale Svizzero per il PLR.I Liberali Radicali (PLR).

## Biografia
Figlio de Louis Germanier, ingegnere enologo, rileva a 23 anni l'azienda vinicola famigliare con Gilles Besse.
In passato è stato per 13 anni presidente della Camera vallesana dell'agricoltura, e membro dell'Unione Svizzera dei Contadini, membro del comitato esecutivo di Svizzera turismo e presidente di VINEA.
È stato presidente di Migros Vallese, membro del consiglio di amministrazione di SEBA SA acque minerali ad Aproz e membro del consiglio di amministrazione di Veuthey & Cie Martigny.
A livello politico comincia la sua carriera come vicepresidente della Gioventù radicale vallesana e vicepresidente del consiglio comunale.
Eletto consigliere nazionale nel dicembre del 2003 è stato responsabile della politica agricola del suo partito.
È membro della commissione dell'economia e dei tributi e della commissione delle telecomunicazioni.
Il 29 novembre 2010 è stato eletto presidente del Consiglio nazionale per la durata di un anno.